# 1440 (numero)
Millequattrocentoquaranta (1440)  è il numero naturale dopo il 1439 e prima del 1441.

## Proprietà matematiche
- È un numero composto, con 36 divisori: 1, 2, 3, 4, 5, 6, 8, 9, 10, 12, 15, 16, 18, 20, 24, 30, 32, 36, 40, 45, 48, 60, 72, 80, 90, 96, 120, 144, 160, 180, 240, 288, 360, 480, 720, 1440. Poiché la somma dei divisori è 3474 > 1440, è un numero abbondante.
- È un numero piramidale quadrato.
- È un numero altamente totiente.
- È un numero pratico.
- È un numero rifattorizzabile in quanto divisibile per il numero dei propri divisori.
- È un numero semiperfetto in quanto pari alla somma di alcuni (o tutti) i suoi divisori.
- È parte delle terne pitagoriche (93, 1440, 1443), (152, 1440, 1448), (170, 1440, 1450), (264, 1440, 1464), (324, 1440, 1476), (420, 1440, 1500), (600, 1440, 1560), (702, 1440, 1602), (768, 1440, 1632), (864, 1152, 1440), (875, 1440, 1685), (896, 1440, 1696), (966, 1440, 1734), (1080, 1440, 1800), (1276, 1440, 1924), (1300, 1440, 1940), (1428, 1440, 2028), (1440, 1512, 2088), (1440, 1650, 2190), (1440, 1769, 2281), (1440, 1920, 2400), (1440, 2079, 2529), (1440, 2184, 2616), (1440, 2392, 2792), (1440, 2508, 2892), (1440, 2700, 3060), (1440, 3038, 3362), (1440, 3080, 3400), (1440, 3306, 3606), (1440, 3456, 3744), (1440, 3705, 3975), (1440, 3922, 4178), (1440, 4200, 4440), (1440, 4692, 4908), (1440, 5084, 5284), (1440, 5304, 5496), (1440, 5670, 5850), (1440, 6319, 6481), (1440, 6400, 6560), (1440, 6837, 6987), (1440, 7127, 7272), (1440, 8036, 8164), (1440, 8580, 8700), (1440, 9546, 9654), (1440, 10318, 10418), (1440, 10752, 10848), (1440, 11475, 11565), (1440, 12920, 13000), (1440, 14364, 14436), (1440, 16168, 16232), (1440, 17250, 17310), (1440, 19173, 19227), (1440, 20711, 20761), (1440, 21576, 21624), (1440, 25900, 25940), (1440, 28782, 28818), (1440, 32384, 32416), (1440, 34545, 34575), (1440, 43188, 43212), (1440, 51830, 51850), (1440, 57591, 57609), (1440, 64792, 64808), (1440, 86394, 86406), (1440, 103675, 103685), (1440, 129596, 129604), (1440, 172797, 172803), (1440, 259198, 259202), (1440, 518399, 518401).
- È un numero di Harshad nel sistema di numerazione decimale.
- È un numero malvagio.

## Astronomia
- 1440 Rostia è un asteroide della fascia principale del sistema solare.

## Curiosità
- È il numero di minuti di cui è composto il giorno solare medio.
- È il numero dei tramonti nelle 24 ore del pianeta del Piccolo Principe.
- È il numero di KiB contenuti in un floppy da 3,5".